# Arse Nauli
Arse Nauli is een bestuurslaag in het regentschap Tapanuli Selatan van de provincie Noord-Sumatra, Indonesië. Arse Nauli telt 1654 inwoners (volkstelling 2010).